# Castell de Gurp
El Castell de Gurp és el castell del poble de Gurp, cap de l'antic terme de Gurp de la Conca. Des del 1970 és dins del terme municipal de Tremp.
Està documentat des del 969 en una sèrie de donacions en el seu terme al monestir d'Alaó, el 1079 torna a ser esmentat en la donació de l'església de Sant Miquel de Gurp a Sant Pere de Rodes.
Consta en la senyoria de la baronia d'Eroles, tot i que el 1831 pertanyia a la baronia de Claret.